# وتورایا رچکا
وتورایا رچکا (انگلیسی: Vtoraya Rechka) یک رودخانه در ناحیه خودگردان چوکوتکای کشور روسیه است.